# ديميتار ديميتروف (لاعب كرة قدم)
ديميتار ديميتروف (20 نوفمبر 1949 في بلغاريا - ) هو لاعب كرة قدم بلغاري في مركز الوسط. شارك مع منتخب بلغاريا لكرة القدم. أما مع النوادي، فقد لعب مع سسكا صوفيا ونادي بيروي ستارا زاغورا وPFC Lokomotiv Stara Zagora ‏.

## وصلات خارجية
- ديميتار ديميتروف (لاعب كرة قدم) على موقع قاعدة بيانات كرة القدم.إي يو (الإنجليزية)
- ديميتار ديميتروف (لاعب كرة قدم) على موقع ناشيونال فوتبول تيمز (الإنجليزية)